# 川上村立川上中学校 (長野県)
川上村立川上中学校（かわかみそんりつ かわかみちゅうがっこう）は、長野県南佐久郡川上村原に所在する公立中学校。

## 沿革
- 1947年（昭和22年）4月 - 川上村立川上中学校 設置（本校152名、秋山分校127名）[1]
- 1948年（昭和23年）
  - 4月 - 川上村立川上第一中学校、川上第二中学校 設立
  - 12月 - 川上第一中学校 校舎落成・移転
- 1951年（昭和26年）10月 - 川上第一中学校 技術棟竣工
- 1952年（昭和27年）
  - 4月 - 川上第二中学校 技術科室・家庭科室竣工
  - 12月 - 川上第一中学校 屋内体育館落成
- 1953年（昭和28年）5月 - 川上第二中学校 新校舎落成
- 1957年（昭和32年）12月 - 川上第二中学校 校庭120坪拡張
- 1958年（昭和33年）9月 - 川上第一中学校 家庭科室・理科室竣工
- 1964年（昭和39年）12月 - 川上第一中学校 スケートリンク設置
- 1968年（昭和43年）
  - 3月 - 川上第一中学校・川上第二中学校 閉校
  - 4月 - 川上村立川上中学校 設立
- 1971年（昭和46年）3月 - 川上中学校建設 第一期工事竣工
- 1972年（昭和47年）3月 - 川上中学校建設 第二期工事竣工、校歌・校旗制定
- 1973年（昭和48年）8月 - プール竣工
- 1975年（昭和50年）2月 - 『川上教育百年』配本
- 1976年（昭和51年）10月 - スクールバス新車購入
- 1979年（昭和54年）
  - 7月 - 卓球女子団体 県大会優勝
  - 11月 - 岩石園完成
- 1980年（昭和55年）
  - 5月 - 観察川設置
  - 7月 - 卓球女子団体 県大会優勝
- 1986年（昭和61年）
  - 2月 - スケート女子団体 全国大会優勝
  - 9月 - 校舎大規模改修（昭和61年度分）修了
- 1987年（昭和62年）1月 - スケート 男女ともに県大会 団体優勝
- 1989年（平成元年）1月 - スケート 男女ともに県大会 団体優勝／女子団体 全国優勝・男子団体 準優勝
- 1990年（平成2年）12月 - 柔剣道場竣工
- 1991年（平成3年）
  - 2月 - スケート男子団体 全国大会優勝
  - 7月 - 卓球 東信大会 団体優勝
- 1992年（平成4年）
  - 2月 - スケート女子 総合県大会優勝
  - 4月 - ワトソンビル市長 来校
  - 4～6月 - テニスコート新設、グラウンド拡張、防球フェンス新設
- 1993年（平成5年）
  - 1月 - スケート男子 総合県大会2位
  - 2月 - ワトソンビル市調査団 来校
  - 8月 - ワトソンビル市へ中学生派遣開始
- 1994年（平成6年）12月 - パソコン教室竣工
- 1995年（平成7年）
  - 1月 - スケート男子 総合県大会優勝
  - 2月 - スケート男子 全国大会総合優勝
- 1996年（平成8年）
  - 1月 - スケート男子 総合県大会優勝
  - 2月 - スケート男子 全国大会総合優勝
  - 8月 - テレビ放送設備新設
- 1997年（平成9年）
  - 1月 - スケート男子 総合県大会2位
  - 2月 - スケート男子 全国大会総合2位
- 1998年（平成10年）
  - 1月 - スケート女子 総合県大会優勝
  - 2月 - スキー部 全国大会初出場
  - 7月 - インターネット設置
  - 9月 - グラウンド照明電柱建て直し
  - 11月 - 川上三校PTA研究集会（講師：なだいなだ）
  - 12月 - 大相撲力士 智乃花 来校
- 1999年（平成11年）
  - 1月 – スケート県大会 男子団体優勝・女子団体3位
  - 2月 – スキー部 全国大会出場
  - 2月 – スケート全国大会 男子団体総合優勝
- 2000年（平成12年）
  - 1月 – スケート部 県大会 男女アベック優勝
  - 2月 – スキー部 全国大会出場
  - 2月 – スケート部 全国大会出場
  - 3月 – 新校舎竣工記念及び40周年記念式典
  - 7月 – 新校舎へ引っ越し
  - 8月 – プール建設着工
  - 12月 – 川上三校研究集会（講師：池間哲朗氏）
  - 12月 – プール完成
- 2001年（平成13年）
  - 1月 – 部室棟着工
  - 1月 – スケート部 県大会 男子優勝・女子5位
  - 2月 – スケート部 全国大会 男子団体総合2位
  - 3月 – 部室棟完成
  - 10月 – 川上中学校授業公開（講師：佐藤雅彰氏）
  - 12月 – 川上三校研究集会（講師：佐藤栄一氏）
- 2002年（平成14年）
  - 1月 – スケート部 県大会 男子優勝・女子2位
  - 2月 – スケート部 全国大会 女子総合8位
  - 2月 – 戦争を聴く会（講師：由井嘉氏、篠原庄一氏）
  - 5月 – 川上中学校 春の自主公開（講師：佐藤雅彰氏）
  - 7月 – 卓球部・剣道部 県大会出場
  - 10月 – キャリア教育講演会「清水和高 フルートへの情熱」（講師：清水和高氏）
  - 10月 – 秋の自主公開兼三校授業研究会（講師：佐藤雅彰氏）
  - 12月 – 卓球部新人戦 県大会出場
- 2003年（平成15年）
  - 1月 – スケート部 県大会 男子優勝・女子2位
  - 2月 – スケート部 全国大会 男子総合優勝・女子総合7位
  - 8月 – 秋の自主公開
- 2004年（平成16年）
  - 5月 – 春の自主公開
  - 10月 – 川上三校授業研究会兼秋の自主公開
- 2005年（平成17年）5月 – 春の自主公開
- 2006年（平成18年）2月 – 校門バスロータリー街灯設置
- 2008年（平成20年）8月 – タブレットPC 35台導入
- 2019年（平成31年／令和元年）
  - 4月 – 春の自主公開
  - 6月 – サッカー部・卓球部・剣道部 東信大会出場
  - 7月 – 山中大地選手による講演会「スケート人生、過去・現在・そして未来へ」
- 2020年（令和2年）
  - 3月 – 新型コロナウイルス感染拡大の影響により臨時休校
  - 4月 – 同上・臨時休校
  - 7月 – 中体連佐久大会の代替大会実施
  - 10月 – 学びの改革授業フォーラム公開授業
- 2021年（令和3年）
  - 4月 – 新型コロナウイルス感染防止のため再度臨時休校
  - 6月 – 全館LED化
- 2022年（令和4年）8月 – 満蒙開拓団学習会

## 部活動
- 野球部
- 女子バレーボール部
- 女子卓球部
- 男子ソフトテニス部
- 剣道部
- 吹奏楽部
- スケート部
- スキー部
- 総合運動部（陸上）[2]

## 生徒数
| 学年  | 男子 | 女子 | 計   |
| ----- | ---- | ---- | ---- |
| 1年生 | 14名 | 12名 | 26名 |
| 2年生 | 20名 | 7名  | 27名 |
| 3年生 | 6名  | 17名 | 23名 |
| 全校  | 40名 | 36名 | 76名 |

## 進学元小学校
- 川上村立川上第一小学校
- 川上村立川上第二小学校

## 主な卒業生
- 油井亀美也 - JAXA宇宙飛行士[4]

## 施設概要
- 構造：木造一部鉄筋コンクリート造、一部二階建、大断面木造構造
- 建築面積：5,692m²
- 延べ床面積：6,534m²（1階：4,658m²、2階：1,875m²）
- 事業費：1,974,000千円（本体工事・グラウンド工事・外構工事）、86,000千円（設計管理費）
- 木材使用量：1,035m³（うち川上村産カラマツ826m³、全体の約79.83％）
  - 壁：2,834m²、天井：1,068m²、床：3,179m²
- 外部仕上げ：
  - 屋根：カラーガルバリウム鋼板瓦棒葺き（元旦ビューティ工業製）
  - 外壁：川上村産カラマツ板張り
  - 開口部：アルミ＋カラマツ複合カーテンウォール、断熱アルミサッシ
- 内部仕上げ：
  - プロムナード：床＝コンクリート洗い出し仕上げ（川上産玉砂利使用）、壁・天井＝川上村産カラマツ板張り
  - エントランスホール：床＝川上村産カラマツフローリング貼り、壁＝川上村産カラマツ張り・天然カラマツ突き板合板張り・シナ合板張り、天井＝カラマツ板張り
  - 教室：床＝カラマツフローリング貼り、壁＝カラマツ板張り・シナ合板張り、天井＝化粧PB
  - 体育館：床＝カラマツフローリング貼り、壁＝カラマツ板張り・シナ合板張り、天井＝グラスウールボード張り
- 設計：株式会社エーシーエー設計
- プロデューサー：原田鎮郎
- 施工：株式会社新津組
- 竣工：2008年
- 受賞
  - 平成22年度 日事連建築賞一般建築部門 奨励賞
  - 平成22年度 第12回建築作品 優秀賞
  - 「公共建築物等における木材の利用の促進に関する法律」のモデルケースとして採用[5][6]

## 所在地
〒384-1406　長野県南佐久郡川上村原33